# Danilo Barthel
Danilo Timon Barthel (* 24. Oktober 1991 in Heidelberg) ist ein ehemaliger deutscher Basketballspieler. Er bestritt 61 A-Länderspiele für Deutschland und 291 Bundesliga-Spiele. Barthel wurde deutscher und türkischer Meister, 2016 gewann er den europäischen Vereinswettbewerb FIBA Europe Cup.
Nachdem Barthel bereits als 17-Jähriger in der Herrenmannschaft seines Stammvereins USC Heidelberg in der zweithöchsten Spielklasse ProA debütiert hatte, wechselte der Juniorenauswahlspieler 2011 zum Erstligisten Skyliners Frankfurt. Im Sommer 2014 debütierte in der deutschen Nationalmannschaft der Herren. Von 2016 bis 2020 stand er beim FC Bayern München unter Vertrag, im Sommer 2020 wechselte er zu Fenerbahçe Istanbul.

## Karriere

### Spieler
Barthel absolvierte bereits in der ProA-Saison 2008/09 16 Einsätze mit durchschnittlich knapp zwölf Minuten Einsatzzeit pro Spiel für die Herrenmannschaft des USC Heidelberg in der zweithöchsten deutschen Spielklasse 2. Bundesliga ProA. Der Altmeister erreichte den zwölften Tabellenplatz der Abschlusstabelle und verbesserte sich über den elften Platz 2010 auf den achten Platz 2011 der damals noch ohne Play-offs ausgespielten Spielklasse. Barthel spielte zudem in der NBBL-Spielrunde 2009/10 für die Jugendmannschaft Rhein-Neckar Basket College, mit der er jedoch nicht den Einzug ins NBBL-Endturnier erreichte. Als einziger Spieler seiner Junioren-Mannschaft, in der bereits sein drei Jahre jüngerer Heidelberger Vereinskamerad Paul Zipser für ein einzelnes Spiel debütierte, wurde er jedoch im Januar 2010 zum All-Star Game der U19-Nachwuchsliga eingeladen, in der die Südauswahl mit Barthel gewann. Bei den Heidelbergern in der ProA konnte der Jugendauswahlspieler seine Einsatzzeit und Effektivität bis 2011 nur leicht steigern. Bei der U20-Europameisterschaftsendrunde 2011 gewann die deutsche Auswahl mit Barthel nach dem verlorenen Viertelfinale gegen den späteren Bronzemedaillengewinner Frankreich jedoch die Spiele der Platzierungsrunde und verbesserte sich auf den fünften Platz, nachdem die U18-Auswahl zwei Jahre zuvor keinen der ersten acht Plätze belegt hatte.
Zur Saison 2011/12 wurde Barthel vom Erstligisten Fraport Skyliners aus Frankfurt am Main unter Vertrag genommen. Hier spielte er zunächst vornehmlich in der zweiten Mannschaft, die zu einem großen Teil aus Junioren wie Barthel bestand, in der ProB-Spielzeit 2011/12, in der die Mannschaft in der Abstiegsrunde nur knapp den Klassenerhalt schaffte gegen die gleichfalls aus Nachwuchsleuten bestehende Reservemannschaft des Erstligisten Alba Berlin. Barthel wurde als Youngster des Monats in der ProB für den März 2012 ausgezeichnet, während sein späterer Frankfurter Mannschaftskamerad Richie Williams die Auszeichnung als Spieler des Monats erhielt. Nachdem Barthel in der Bundesliga-Saison 2011/12 in der die Erstligamannschaft der Frankfurter auf dem neunten Platz knapp den Einzug in die Play-offs um die Meisterschaft verpasst hatten, mit Doppellizenz bereits 15 Einsätze in der höchsten Spielklasse hatten, gehörte Barthel in der Bundesliga-Saison 2012/13 mit gut 17 Einsatzminuten pro Spiel zum Stammpersonal des Erstligisten, der jedoch auf den 14. Platz der Abschlusstabelle abrutschte. In der Bundesliga-Spielzeit 2013/14 verbesserten sich die Frankfurter unter Trainer-Rückkehrer Gordon Herbert mit der gleichen Anzahl Siege auf den elften Abschlussplatz. Barthel konnte seine Einsatzzeit auf knapp 28 Minuten pro Spiel steigern und war auch deutlich effektiver als in der Vorsaison, was ihm die Auszeichnung als Spieler mit der besten Entwicklung (Most Improved Player) der höchsten deutschen Spielklasse einbrachte, während sein halbes Jahr jüngerer, früherer Junioren-Nationalmannschaftskamerad Daniel Theis die Auszeichnung als Bester Nachwuchsspieler erhielt. Beide Spieler wurden in die NBA Summer League eingeladen, in der sich Barthel im Trikot des NBA-Vizemeisters Miami Heat aber nicht weiterempfehlen konnte. Ende Juli 2014 hatte Barthel dann seinen ersten Einsatz in der Herren-Nationalmannschaft beim 74:67-Erfolg im Vorbereitungsspiel über Finnland in Leipzig. Im Unterschied zum auf gleicher Position spielenden Theis verzichtete der damalige Nationaltrainer Emir Mutapčić wie bei Tim Ohlbrecht auf weitere Einsätze des erst kurz zuvor zurückgekehrten Barthel in der Qualifikation für die EM-Endrunde 2015.
Nach schwierigem Saisonstart mit vielen Verletzten konnten sich die Skyliners zum Ende der Hinrunde der Bundesliga-Runde 2014/15 wieder in den Bereich der Play-off-Plätze spielen und Barthel erhielt als Mitglied einer Auswahl deutscher Spieler eine Einladung zum All-Star Game der Bundesliga.
2016 gewann er mit Frankfurt den FIBA Europe Cup. Im Juli 2016 wechselte er zum FC Bayern München und unterschrieb für zwei Jahre. Im Spieljahr 2017/18 gewann er mit dem FCB die deutsche Meisterschaft und war an dem Erfolg in 48 Saisonspielen mit durchschnittlich 9,7 Punkten sowie 4,5 Rebounds beteiligt. In den fünf entscheidenden Partie um den Titel gegen Alba Berlin zeigte sich Barthel in Höchstform und wurde als bester Spieler der Finalserie ausgezeichnet. Zudem gewann er mit München den deutschen Pokalwettbewerb. Anschließend verlängerte er seinen Vertrag in München bis 2020. Im Vorfeld des Spieljahres 2018/19 wurde ihm beim FCB das Amt des Mannschaftskapitäns übertragen. 2018/19 wurde Barthel mit München abermals deutscher Meister. Er stand im Verlauf der erfolgreichen Saison bei seinen 41 Bundesligaeinsätzen 39 Mal in der Anfangsaufstellung und erzielte im Mittel 11,9 Punkte je Begegnung.
Im Sommer 2020 trat er mit seinem Wechsel zu Fenerbahçe Istanbul seine erste Auslandsstation an. 2021 nahm er an den verspätet ausgetragenen Olympischen Sommerspielen 2020 teil, in vier Turnierspielen kam er auf einen Mittelwert von 8 Punkten je Begegnung. Im Oktober 2021 musste bei Barthel ein Eingriff am Knie vorgenommen worden. Er gewann mit Fenerbahçe 2022 die türkische Meisterschaft, bestritt im Laufe der Saison 2021/22 jedoch nur drei Ligaspiele sowie acht in der EuroLeague. Im Juni 2022 gab Fenerbahçe die Trennung von Barthel bekannt. Er verkündete im August 2023 aus Verletzungsgründen das Ende seiner Spielerlaufbahn, nachdem er zuvor mehr als ein Jahr lang versucht hatte, wieder eine körperliche Verfassung zu erreichen, die eine Rückkehr in den Spitzensport zugelassen hätte.

### Trainer
Barthel wurde 2023 Assistenztrainer der deutschen U18-Nationalmannschaft und trug in diesem Amt zum Gewinn der Bronzemedaille bei der U18-EM 2023 bei. 2024 trat Barthel das Traineramt bei der U19-Mannschaft der Internationalen Basketballakademie München an.

## Erfolge
Skyliners Frankfurt:
FIBA Europe Cup 2015/16
FC Bayern München:
Deutscher Pokalsieger 2017/18
Deutscher Meister 2017/18 (bester Spieler der Finalserie), 2018/19
Fenerbahçe Istanbul:
Türkischer Meister 2021/22